# Pierre Jeannin
Pierre Jeannin (Autun, 1542 - Parijs, 22 maart 1623) was een Franse staatsman die als superintendant van Financiën onder Lodewijk XIII van Frankrijk diende.

## Biografie

### Carrière tijdens de Godsdienstoorlogen
Pierre Jeannin kreeg zijn scholing van de humanist Jacques Cujas in Bourges. Hij werd vervolgens in 1569 advocaat in het parlement van Bourgondië en in 1579 werd hij de voorzitter van het parlement. Hij sprak zich fel uit tegen de slachtingen onder de calvinisten in zijn regio die gevolgd waren op de massamoord van de Bartholomeusnacht in Parijs. Jeannin was als katholiek een aanhanger van Karel van Mayenne in de Hugenotenoorlogen. Ook diende hij in 1591 als gezant van de Heilige Liga in Spanje. Hij werkte aan verzoening tussen Karel van Mayenne en Hendrik van Navarra. Nadat deze laatste in 1595 de katholieken versloeg in de Slag bij Fontaine-Française liep hij over naar het kamp van Hendrik van Navarra.

### In dienst van de Franse koning
Jeannin ging deel uitmaken van de Franse Staatsraad en werd vervolgens een belangrijk figuur in het vormgeven van de politiek van de regering van Hendrik die inmiddels koning van Frankrijk was. Zo was Jeannin in 1601 betrokken bij de totstandkoming van het Verdrag van Lyon. Tussen 1607 en 1609 diende hij als Franse ambassadeur in de Verenigde Nederlanden. In deze functie was hij ook betrokken bij de vredesonderhandelingen die zouden leiden tot het Twaalfjarig Bestand. Toen de onderhandelingen dreigden vast te lopen kwam hij met het voorstel voor een twaalfjarige wapenstilstand tussen de partijen.
Na de moord op Hendrik IV diende Jeannin als superintendent van Financiën voor diens zoon Lodewijk XIII van Frankrijk. In 1616 werd hij ontslagen, maar toen de koningin-moeder Maria de' Medici een jaar later in ongenade viel, werd hij teruggeroepen.